# Calima

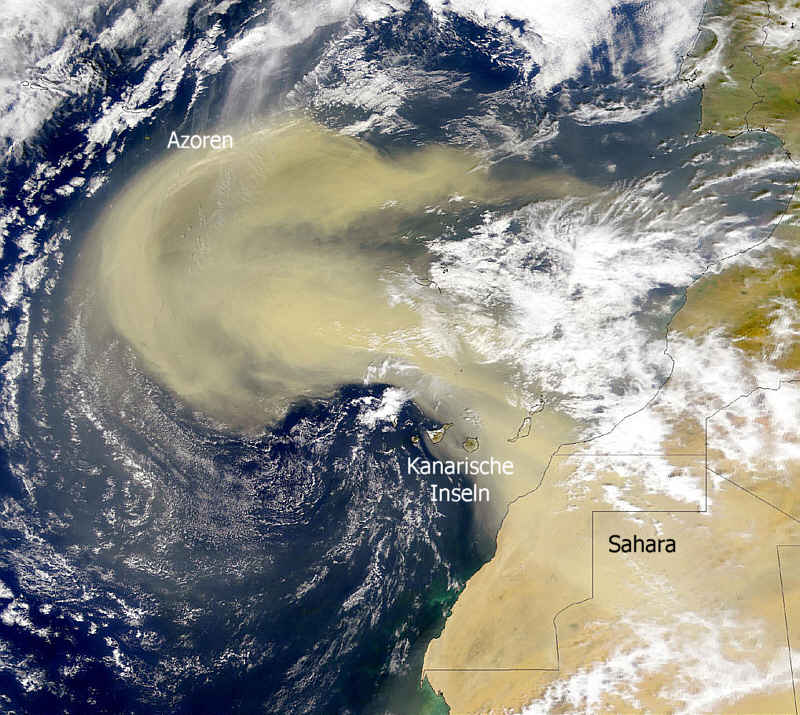
Calima im Satellitenbild

Die Calima (auch Kalima) ist eine Wetterlage mit Ostwind auf den Kanarischen Inseln und auf den Kapverdischen Inseln, die – vereinfacht – als „Sandwind aus Afrika“ oder „Saharastaub“ beschrieben werden kann. Gelegentlich wird die spanische Bezeichnung Bruma seca („trockener Dunst“) verwendet.

## Merkmale
In der Regel wird die Wetterlage auf den Kanaren vom Passat bestimmt, der aus nordöstlicher Richtung weht. Bei einer Calima bringt der Wind hingegen von der Sahara mit südöstlicher Strömung trockene, warme Luft und weht feinen Sandstaub mit. Der Hochdruck über der Sahara erhöht zuvor die Temperatur und verringert die Luftfeuchtigkeit. Die Sicht ist dann leicht getrübt, das Licht wird rötlich gebrochen, die Niederschlagsneigung bei der geringen Feuchte ist aber sehr gering. Es kann im Flugverkehr zu Problemen kommen: Im Februar 2020 musste während einer besonders heftigen Calima der Flugbetrieb auf den Kanaren für zwei Tage eingestellt werden. Aufgrund des hohen Staubgehaltes der Luft ist das heiße, trockene Wetter nicht angenehm und führt leicht zu Reizungen der Atemorgane.
Calima-Einbrüche können mitunter sehr heftig sein, so kann zum Beispiel auf Teneriffa plötzlich ein starker Sturm einsetzen und die Luftmassen austauschen. Es kann auch in der Nacht zu starkem Temperaturanstieg kommen, während gleichzeitig die Luftfeuchte rapide absinkt.
Es ist nicht außergewöhnlich, dass bei Calima alle im Freien abgestellten Autos, andere Gegenstände und die Straßen mit feinem ockerfarbenen Sandstaub bedeckt werden. Calima-Wetterlagen können mehrere Wochen andauern.
Eine solche Calima kann sich durchaus auch auf die Gesundheit auswirken, wobei einige Menschen, vor allem Asthmatiker, über Atemwegsprobleme, über Lungenprobleme, über Schmerzen auf der Brust sowie grippeähnliche Symptome klagen, Husten- und Erkältungssymptome bekommen. Vor diesem Hintergrund ist das Tragen einer Atemschutzmaske ratsam, soweit man sich im Freien aufhält.
Die Calima kann wegen der Kombination mit starkem Wind und heißer Luft große Schäden an der Vegetation anrichten. In den Wintermonaten tritt sie in der Regel mit hohen Windgeschwindigkeiten auf. Der Himmel wird diesig, die Fernsicht nach und nach geringer. 
Die Calima ist in Lagen bis 300 Meter über dem Meer akut. In höheren Lagen schwächt sich die Temperatur deutlich ab. Die Calima entsteht in der Sahelzone und treibt auch zahlreiche Schwalben wie einen Spielball durch die Lüfte vor sich her. Sie landen auf Fuerteventura, weil diese kanarische Insel am nächsten an ihrer 800 Kilometer entfernten Heimat ist, und sterben dort oftmals an Entkräftung. Die Häufigkeit von Calima-Ereignissen hat sich während der vergangenen 20 Jahre verdreifacht (Stand: 2022).
Da der heiße Wüstenwind auch jedes zunächst kontrolliert gezündete Feuer rasch weiter vorantreibt und so außer Kontrolle geraten lässt, stellt das Abflämmen von Feldern bei Calima eine grob fahrlässige Brandstiftung dar.

## Belege
1. ↑  Staub aus der Sahara: Vom Winde verweht… Calima und Kanaren – weit mehr als ein Wetterphänomen. In: La Palma 24 Journal. 10. Februar 2017. Auf La-Palma24.info, abgerufen am 3. Februar 2022.
2. ↑  Johannes Bornewasser: Sandsturm über den Kanaren – Was ist eine Calima? In: News › Teneriffa › Teneriffa-Infos. Teneriffa News, 16. Februar 2021. Auf Teneriffa-News.com, abgerufen am 3. Februar 2022.
3. 1 2  Jennifer Juraschek, Christian Juraschek: Calima Sandsturm auf den Kanaren. In: Reiseziele › Europa › Kanarische Inseln. Auf Unaufschiebbar.de, abgerufen am 3. Februar 2022.
4. ↑  AEMET weitet Calima-Warnung für Fuerteventura, Lanzarote und Gran Canaria aus. In: Fuerteventura-Nachrichten. 29. Januar 2022. Auf FuerteventuraZeitung.de, abgerufen am 3. Februar 2022.